# Ranxo (gastronomia)
El ranxo és una gran escudella i carn d'olla que tradicionalment es prepara el dimarts de carnestoltes amb aliments que aporta el poble de manera voluntària.
A Barcelona i més poblacions arreu del país, aquell dia es fan sucosos àpats col·lectius que es cuinen a foc lent durant tota la jornada en honor del rei Carnestoltes, gràcies a les aportacions –de menjar o de diners– dels assistents.
Aquesta celebració popular segurament té l'origen en el costum dels antics senyors feudals de convidar tots els vilatans a un gran àpat, just abans de Quaresma.